# كارلوس غوستافو موريرا
كارلوس غوستافو موريرا (بالبرتغالية: Carlos Gustavo Moreira‏) هو رياضياتي برازيلي، ولد في 8 فبراير 1973 في ريو دي جانيرو في البرازيل.